# 高沛
高 沛（こう はい、? - 212年）は、中国後漢末期の武将。

## 事跡
劉璋配下。高沛は楊懐と共に劉璋配下の名将であり、強力な軍勢を擁し白水関を守備していた（蜀書龐統伝）。また劉璋に文書を送り、劉備を荊州に撤退させるよう諌めていた。その一方で、劉備の英名には服していたという。
建安17年（212年）、劉璋の要請による張魯討伐のため、すでに招聘されていた劉備は葭萌に駐屯した。劉備は張魯を討伐するよりも住民たちの人心収攬に勤め、益州平定に向けて準備を整えた。龐統は劉備に「（劉備が）荊州へ戻るとの知らせを受けた高沛は、楊懐と共に喜んで自分から会いに来るだろうから、そこで2人を捕えればよい」との趣旨の策を進言した。荊州帰還の知らせを聞いた高沛は、楊懐とともに拝礼のため訪れたが、捕えられて斬られ、その軍勢を奪われてしまった。劉備はこれを機に、成都へ向け進軍を開始した（蜀書龐統伝）。

## 演義における高沛
小説『三国志演義』でも登場し、楊懐と共に涪水関を守備している。『演義』では劉備暗殺までも謀る役回りにされ、荊州へ帰るという劉備を見送る際に決行しようとする。しかし、機先を制した劉封・関平に取り押さえられ、龐統の命令により楊懐共々斬首されている。ただし史実では、高沛らが劉備暗殺までをも謀っていたとの記述は見当たらない。

## 注
1. ↑  ただし蜀書先主伝は、以下のように記述している。劉璋は劉備に通じていた益州別駕従事張松を誅殺し、益州の関所を守る武将たちに文書を発して、二度と劉備と関わりを持ってはならないと通達した。これに激怒した劉備は楊懐を召し寄せ、その無礼を糾弾した上で斬った、としている。しかし、高沛の誅殺については言及されていない。